# Deutscher Luftpool
Der Deutscher Luftpool war ein Pool deutscher Versicherer zur Absicherung von Risiken der Luftfahrtversicherung. Seit 2003 beschränkt er seine Tätigkeit auf Dienstleistungen rund um Beratung sowie Abwicklung von Schäden.

## Geschichte
In den 1910er Jahren nahm die Luftfahrt einen starken Aufschwung, der durch den Ersten Weltkrieg und den damit einhergehenden Flugzeugbau nochmals forciert wurde. 1920 schlossen sich erste Versicherungsunternehmen zusammen, um gemeinschaftlich Kaskoversicherungen anzubieten. Nach etlichen Verlusten hierbei wurde 1924 der „Luftpool von 1924“ gegründet. Dieser agierte nicht als eigenständiges Unternehmen, sondern verteilte die Risiken an die einzelnen Pool-Teilnehmer. Die Hauptverwaltung übernahm die seinerzeit in Berlin sitzende Allianz als geschäftsführende Gesellschaft. Dieser bot zudem Unfall- und Haftpflichtversicherungen an. Dabei war die Lufthansa über den Stuttgarter Verein versichert, der gegenüber dem Pool niedrigere Prämien verlangte. Dieser schloss sich mit der Allianz 1927 zusammen, im selben Jahr änderte der Pool seinen Namen in Deutscher Luftpool.
Nach dem Zweiten Weltkrieg wurde der Pool 1950 neu gegründet, mit Verlegung der Allianz nach München war er nun dort formal beheimatet. Zunächst bot er wieder Unfall- und Haftpflichtversicherungen an, später kamen Kaskoversicherungen wieder hinzu. 1958 stellte der Luftpool gemeinsam mit dem Frankfurter Flughafen einen Automaten zum Erwerb einer Unfallversicherung auf. Im folgenden Jahr wurden erstmals Düsenflugzeuge mit abgesichert. Ab Mitte der 1980er Jahre wurden zudem Risiken im Bereich Raumfahrt gezeichnet. 1987 waren 63 Versicherungsgesellschaften am Pool beteiligt, der für das Jahr 12 Mrd. DM (aktuell ca. 13,1 Mrd. Euro) Prämieneinnahmen erwartete.
In Folge der Terroranschläge am 11. September 2001 senkte der Luftpool seine Deckung für Terror- und Kriegsschäden von 1 Milliarde Dollar auf höchstens 150 Millionen Dollar pro Flugzeug.
In Folge seitens EU-Kommission geäußerter kartellrechtlicher Bedenken löste sich der Pool im Rahmen einer außerordentlichen Mitgliederversammlung im September 2003 auf, bereits im Vorfeld hatte die Münchener Rück ihre Mitgliedschaft gekündigt. Dabei wurde neben der Einstellung der Rückversicherung durch den Pool beschlossen, dass dieser als eine Servicegemeinschaft fortgeführt werden solle. 